# Pseudosorghum
Pseudosorghum är ett släkte av gräs. Pseudosorghum ingår i familjen gräs.
Kladogram enligt Catalogue of Life:
| Pseudosorghum | \| \| Pseudosorghum fasciculare \| \| \| \| \| \| Pseudosorghum zollingeri \| \| \| \| |
|               | \| \| Pseudosorghum fasciculare \| \| \| \| \| \| Pseudosorghum zollingeri \| \| \| \| |
|               | Pseudosorghum fasciculare                                                              |
|               |                                                                                        |
|               | Pseudosorghum zollingeri                                                               |
|               |                                                                                        |